# Condado de Carteret
O Condado de Carteret é um dos 100 condados do estado americano da Carolina do Norte. A sede do condado é Beaufort, e sua maior cidade é Beaufort. O condado possui uma área de 3472 km² (dos quais 2126 km² estão cobertos por água), uma população de 66469 habitantes, e uma densidade populacional de 44 hab/km² (segundo o censo nacional de 2010). O condado foi fundado em 1722.